# Gouvernement Tobgay II
Monarchie constitutionnelle
Dago Rigdzin
(intérim)
Tshering 
Le gouvernement Tobgay II est le gouvernement du royaume du Bhoutan depuis le 28 janvier 2024, sous la 4e législature de l'Assemblée nationale du Bhoutan.
Il est dirigé par Tshering Tobgay, après le retour au pouvoir du Parti démocratique populaire, le parti de centre-gauche royaliste et libéral, à une écrasante majorité lors des élections législatives de 2023-2024.

## Contexte
Les 30 novembre 2023 et 9 janvier 2024 ont eu lieu les élections législatives, la quatrième fois depuis l'instauration d'un régime parlementaire à peine dix ans plus tôt.
À l'issue des élections, le Parti démocratique populaire fait son retour au pouvoir, sur fond de crise économique et de migration dans d'autres pays voisins, surtout par la jeunesse.
Sur les 47 sièges, le PDP obtient 30 sièges, tandis que les 17 autres sièges sont remportés par le Parti tendrel du Bhoutan, un nouveau parti centriste concentré sur les questions économiques.
Face à cette situation, le PDP souhaite accroitre le nombre d'investissements directs étrangers et un accroissement des liquidités bancaires, toujours dans l'objectif de dynamiser l’économie locale.

## Historique

### Formation
La constitution du gouvernement permet ainsi le retour au pouvoir de l'ancien Premier ministre Tshering Tobgay, fervent défenseur de l'environnement et de la politique du Bonheur national brut, qui consiste à privilégier le développement du pays selon quatre piliers — la gouvernance, le développement socio-économique, la préservation de la culture et la protection de l'environnement — afin de ne pas faire passer la croissance économique avant la préservation de la croissance et de l'environnement.
Tshering Tobgay doit néanmoins faire face lors de son nouveau mandat aux difficultés économiques du pays, toujours fragilisé par l'impact de la pandémie de Covid-19 sur le tourisme et un manque général de diversification. Avec une croissance de 1,7 % par an sur les cinq dernières années et un taux de chômage de 29 % chez les jeunes, la pénurie d'emploi a provoqué une hausse notable de l'émigration des travailleurs bhoutanais. Le nombre de visas accordés de juillet 2022 à juillet 2023 se monte ainsi à 15 000, soit plus que sur les six années précédentes réunies. Le pays est également confronté à une recrudescence du « grignotage » de sa frontière nord par la Chine, une politique agressive de « Fait accompli » également appliquée au voisin indien. Ces évènements sont perçues comme une provocation pour ce dernier, qui considère le Bhoutan comme faisant partie de sa sphère d'influence et redoute que celui-ci concède l'annexion par la Chine de territoire stratégiques dans l'Himalaya. Le nouveau gouvernement se retrouve par conséquent à devoir gérer un étau diplomatique dans ses relations avec ses deux puissants voisins.

## Composition
| Image | Fonction                                                    | Nom | Nom                | Parti |
| ----- | ----------------------------------------------------------- | --- | ------------------ | ----- |
|       | Premier ministre                                            |     | Tshering Tobgay    | PDP   |
|       | Ministre des Affaires étrangères et du Commerce extérieur   |     | Dina Nath Dhungyel | PDP   |
|       | Ministre de l'Intérieur                                     |     | Lyonpo Tshering    | PDP   |
|       | Ministre de l'Agriculture et de l'Élevage                   |     | Younten Phuntsho   | PDP   |
|       | Ministre de l'Énergie et des Ressources naturelles          |     | Gem Tshering       | PDP   |
|       | Ministre de la Santé                                        |     | Tandin Wangchuk    | PDP   |
|       | Ministre des Finances                                       |     | Lekey Dorji        | PDP   |
|       | Ministre de l'Industrie, du Commerce et de l'emploi         |     | Namgyal Dorji      | PDP   |
|       | Ministre de l'Éducation et du Développement des compétences |     | Dimple Thapa       | PDP   |
|       | Ministre de l'Infrastructure et des transports              |     | Chandra Gurung     | PDP   |